# Cătălin Mulțescu
Cătălin Emanuel Mulțescu (n. 26 aprilie 1976, Petroșani) este un fost jucător român de fotbal. Și-a făcut debutul în Liga I la data 1 august 1998 pentru clubul Astra Ploiești. A mai evoluat în carieră la Rocar București, Ceahlăul Piatra Neamț, Jiul Petroșani sau Petrolul Ploiești, precum și în Republica Moldova, la Zimbru Chișinău. Este fiul antrenorului Gheorghe Mulțescu.